# Guayamba
Guayamba är en ort i Argentina.   Den ligger i provinsen Catamarca, i den norra delen av landet, 1 000 km nordväst om huvudstaden Buenos Aires. Guayamba ligger 1 068 meter över havet och antalet invånare är 376.
Terrängen runt Guayamba är huvudsakligen kuperad, men den allra närmaste omgivningen är platt. Terrängen runt Guayamba sluttar brant österut. Trakten runt Guayamba är nära nog obefolkad, med mindre än två invånare per kvadratkilometer.. Guayamba är det största samhället i trakten.
I omgivningarna runt Guayamba växer i huvudsak lövfällande lövskog.